# Hypotetisk-deduktiv metod
Hypotetisk-deduktiv metod är en vetenskaplig metod som anses beskriva hur vetenskaper fungerar. Metoden i sig kom som ett svar på den logiska positivismens försök till att finna hur kunskap kan generaliseras ur ren induktion. Metoden beskrevs först av Karl Popper i "Forskningens logik" som publicerades 1934. 
Metoden innebär
1. Att formulera en eller flera hypoteser.
2. Att härleda konsekvenser som logiskt måste följa av hypotesen eller hypoteserna (beteckningen hypotetisk-deduktiv syftar här på deduktiv härledning av konsekvenser ur den givna hypotesen).
3. Att undersöka om dessa konsekvenser stämmer överens med verkligheten.

Om man hittar konsekvenser som inte överensstämmer måste hypotesen förkastas (se falsifikation). Konsekvenser som visar sig stämma med verkligheten kan sägas stärka hypotesen, men man kan inte bevisa dess riktighet. Detta eftersom man ju inte kan utesluta att någon annan senare lyckas komma med ett försök som ger negativt resultat.

## Exempel
Vi vill prova hypotesen 
Det gäller alltid att: Om något är en svan så är den svart (dvs "alla svanar är svarta")
Vi söker upp ett djur och fastställer att det är en svan (utan att bry oss om dess färg). Av hypotesen följer konsekvensen logiskt att eftersom djuret är en svan måste det vara svart. Om nu djuret inte är svart (vi hittar en vit svan) är alltså hypotesen garanterat felaktig. Däremot kan vi inte säga att hypotesen garanterat är korrekt om vi hittar en svart svan.